# NGC 1289
NGC 1289 este o galaxie lenticulară situată în constelația Eridanul. A fost descoperită în 1 septembrie 1886 de către Lewis A. Swift. Se află la o distanță de 38,4 de megaparseci de Pământ.